# Off Shore
Off Shore è il sesto album discografico di Santo & Johnny, pubblicato dall'etichetta discografica Canadian-American Records nel luglio del 1963.

## Tracce

### LP
Lato A
1. Off Shore – 2:40 (Leo Diamond, Steve Graham)
2. Stranger on the Shore – 2:28 (Robert Mellin, Acker Bilk)
3. Ebb Tide – 2:15 (Carl Sigman, Robert Maxwell)
4. Lido Beach – 2:25 (Santo Farina, Johnny Farina, Ann Farina)
5. The Enchanted Sea – 2:38 (Frank Metis, Randy Starr)
6. How Deep Is the Ocean – 2:50 (Irving Berlin)

Lato B
1. Beyond the Sea (La mer) – 2:30 (Charles Trenet)
2. Red Sails in the Sunset – 3:10 (Jimmy Kennedy, Hugh Williams (Wilhelm Grosz),)
3. Midnight Beach Party – 2:21 (Santo Farina, Johnny Farina, Ann Farina)
4. Love Letters in the Sand – 2:18 (Nick Kenny, Charles Kenny, John Frederick Coots)
5. The Wandering Sea – 2:27 (Santo Farina, Johnny Farina, Ann Farina)
6. Beyond the Reef – 2:35 (Jack Pitman)

## Musicisti
- Santo Farina - chitarra steel
- Johnny Farina - chitarra
- Mort Garson - conduttore orchestra, arrangiamenti
- Mort Garson Chorus - cori
- Mort Garson Orchestra

Note aggiuntive
- Bernie Lawrence - produttore, note retrocopertina album
- Registrazioni effettuate al Regent Sound Studios di New York City, New York
- Bob Liftin - ingegnere delle registrazioni
- Beverly Weinstein - coordinatrice album
- Jack Zehrt - foto copertina album
- Bobby Darin - note retrocopertina album[2]